# Wiggle (Jason Derulo)
Wiggle è un brano musicale del cantante statunitense Jason Derulo, pubblicato come quarto singolo dal suo terzo album in studio Talk Dirty, mentre in Europa il brano è stato incluso nell'album Tatoos e incluso nella versione deluxe del suo terzo album a livello internazionale. Resa disponibile sotto forma di download digitale e in vinile il 30 maggio 2014, la canzone vede la collaborazione vocale del rapper statunitense Snoop Dogg.
Ha raggiunto un grande successo commerciale, rientrando nella top 10 negli Stati Uniti alla quinta posizione, diventando il quindicesimo singolo di Snoop Dogg e il quinto di Derulo a riuscire ad essere incluso in questa classifica; ha inoltre conquistato le chart di un'altra dozzina di Paesi nel mondo.

## Composizione
Wiggle è stata scritta dallo stesso Jason Derulo, Sean Douglas e Calvin Broadus, mentre la produzione del singolo è stata affidata al regista Ricky Redd, che aveva già lavorato con il cantante per aver prodotto la prima hit di Derulo, Talk Dirty; le registrazioni della canzone si sono svolte a partire dal febbraio 2013 a Los Angeles. Proprio qua Jason ha dichiarato di aver sempre desiderato di lavorare con Snoop Dogg perché, come da lui affermato, "è il miglior rapper che ci sia: lui è ironico, e io desideravo andare per un look più ironico per questa volta"; una volta sentito questo, il rapper ha detto di poter arrivare a finire di registrare il singolo due giorni dopo.

## Genere e testo
La canzone è caratterizzata da suoni di flauti giocattolo insieme a vari altri strumenti a fiato, tra cui valvole a mano, involucri di arachidi e strumenti a percussione che creavano effetti sonori richiamanti ritmi orientali; il brano è di genere trap, ma infonde in sé anche musica dance che si mischia ad uno stile hip hop. Il testo presenta argomenti esplicitamente a sfondo sessuale.

## Video musicale
Il video musicale di Wiggle è stato pubblicato su YouTube il 21 maggio 2014 ed è stato girato da Colin Tilley. La scena iniziale mostra Jason che si sveglia in un letto completamente circondato da ragazze ancora addormentate, mentre Snoop Dogg controlla con un binocolo la festa che si tiene in piscina e nel giardino della casa di Derulo, e qua incomincia l'esecuzione della canzone: si apre un lungo flashback in cui Jason balla e canta in compagnia di altri ballerini mentre la sfarzosa festa continua, tanto che al party aderisce anche la polizia.
Nel video compare anche, in alcune scene, il cantante Ne-Yo.

## Successo commerciale
La canzone ha incontrato un grande successo discografico in quasi tutto il mondo, soprattutto in Europa, dove riuscì ad entrare nella top 10 in venti Paesi (Italia compresa), in Canada, Stati Uniti, Australia e Nuova Zelanda e ha venduto più di due milioni di copie solo negli Stati Uniti e circa quattro milioni in tutto il mondo. Ha ricevuto delle recensioni molto contrastanti tra di loro: infatti quando il singolo fu incluso nella lista delle 100 canzoni migliori del 2014 dalla rivista Spin, mentre il Time l'ha nominata una delle peggiori canzoni del 2014 assieme a All About That Bass.

## Esibizioni dal vivo
La prima esibizione di Jason Derulo sulle note di Wiggle è stata trasmessa il 4 luglio 2014 a Good Morning America come parte del suo tour estivo mondiale, nonché per celebrare la festa della rivoluzione americana, mentre un'altra grande e importante esibizione tenutasi durante le premiazioni dei Teen Choice Awards a Los Angeles il 10 agosto 2014.

## Classifiche
| Classifiche (2014)    | Posizione massima |
| --------------------- | ----------------- |
| Australia             | 3                 |
| Austria               | 4                 |
| Belgio (Fiandre)      | 1                 |
| Belgio (Vallonia)     | 6                 |
| Brasile               | 29                |
| Canada                | 14                |
| Cile                  | 5                 |
| Danimarca             | 7                 |
| Finlandia             | 12                |
| Francia               | 4                 |
| Germania              | 6                 |
| Irlanda               | 9                 |
| Italia                | 36                |
| Lussemburgo           | 3                 |
| Norvegia              | 4                 |
| Nuova Zelanda         | 9                 |
| Paesi Bassi           | 8                 |
| Regno Unito           | 8                 |
| Repubblica Ceca       | 2                 |
| Repubblica Dominicana | 20                |
| Slovacchia            | 3                 |
| Spagna                | 12                |
| Stati Uniti           | 5                 |
| Sudafrica             | 4                 |
| Svezia                | 5                 |
| Svizzera              | 8                 |
| Ungheria              | 6                 |